# Des vents contraires (film)
Pour les articles homonymes, voir Des vents contraires (homonymie).
Pour plus de détails, voir Fiche technique et Distribution.
Des vents contraires est un film français réalisé par Jalil Lespert, sorti en 2011, adapté du roman Des vents contraires, d'Olivier Adam, publié en 2009.

## Synopsis
L'écrivain Paul Anderen (Benoît Magimel), marié et ayant deux enfants Clément et Manon, voit son épouse Sarah (Audrey Tautou) disparaître brusquement et ce, sans aucune explication. Après un an de vaines recherches, il décide de déménager pour s'éloigner de lieux devenus pénibles et renoue avec sa famille, oubliée depuis longtemps, quelque part dans la région de Dinard/Saint-Malo. Il démarre alors la reconstruction de sa vie, d'autant plus difficile, qu'il ne sait pas ce qu'est devenue sa femme. Son frère, Alex (Antoine Duléry), l'embauche comme moniteur dans son auto-école. Paul sympathise avec Samir (Ramzy Bedia), déménageur, père de Yamine, camarade de classe de Clément. Samir n'a plus le droit de voir Yamine, mais il vient malgré tout le chercher un jour à la sortie de l'école. Paul propose de les héberger. Le lendemain matin, Samir accepte que Paul ramène Yamine chez sa mère (Lubna Azabal). Pendant ce temps, la police débarque chez Paul et tente d'arrêter Samir. Celui-ci prend la fuite, se fait renverser par une camionnette et meurt.

## Fiche technique
- Réalisateur : Jalil Lespert
- Scénario : Jalil Lespert, Olivier Adam, Marion Laine et Marie-Pierre Huster, d'après le roman d'Olivier Adam
- Photographie : Josée Deshaies
- Musique : DJ Pone et David François Moreau
- Montage : Monica Coleman
- Son : Miguel Rejas
- Décors : Alain Guffroy
- Costumes : Sandra Berrebi
- Durée : 91 minutes
- Pays de production :  France
- Date de sortie :
  - France : 14 décembre 2011
- Distributeur : Universal Pictures International France
- Box-office  France : 334 853 entrées

## Distribution
- Benoît Magimel : Paul Anderen, écrivain
- Antoine Duléry : Alex Anderen, le frère aîné de Paul, gérant d'auto-école
- Isabelle Carré : la capitaine Josée Combe
- Cassiopée Mayance : Manon Anderen, fille de Paul et Sarah, asthmatique
- Ramzy Bedia : Samir, le déménageur, père de Yamine
- Bouli Lanners : Mr Bréhel
- Marie-Ange Casta : Justine Leblanc, l'élève amoureuse de Paul
- Lubna Azabal : la mère de Yamine
- Aurore Clément : Mme Pierson
- Hugo Fernandes : Clément Anderen, fils aîné de Paul et Sarah
- Audrey Tautou : Sarah Anderen, médecin, épouse disparue de Paul
- Daniel Duval : Xavier, l'éditeur
- Nicolas Briançon : le commissaire Galland
- Mélanie Leray : Laure Anderen, épouse d'Alex
- Azzedine Bouabba : Yamine Mohand, fils de Samir
- Jean-Édouard Bodziak : le lieutenant Bardas, adjoint de la capitaine
- Geneviève Robin : Mme Desisle
- Pascal Orveillon : l'ami de l'auto-école

## Musique
Sauf indication contraire, les informations mentionnées dans cette section peuvent être confirmées par le générique de fin de l'œuvre audiovisuelle présentée ici, ainsi que par la base de données cinématographiques IMDb,  présente dans la section « Liens externes ».
- Last Feeling par Sarh.
- Warm and Tight par DJ Pone.
- Qu'est-ce qu'on attend par Suprême NTM.
- Red Sign par Kap Bambino.
- Arabian Night par Little Loolie et Surfing Rogers.